# Brachiaria capuronii
Brachiaria capuronii är en gräsart som beskrevs av Aimée Antoinette Camus. Brachiaria capuronii ingår i släktet Brachiaria och familjen gräs.
Artens utbredningsområde är Madagaskar. Inga underarter finns listade i Catalogue of Life.